# برونو اوبراند
برونو اوبراند (انگلیسی: Bruno Audebrand؛ زادهٔ ۲ مارس ۱۹۶۸) بازیکن فوتبال اهل فرانسه است.